# Bennie Swain
Bennie Samuel Swain, né le 16 décembre 1933 à Talladega, en Alabama, décédé le 19 juin 2008 à Houston, au Texas, est un ancien joueur américain de basket-ball. Il évolue durant sa carrière au poste d'ailier fort.

## Palmarès
- Champion NBA en 1959 avec les Celtics de Boston